# Anastasia Zampounidis

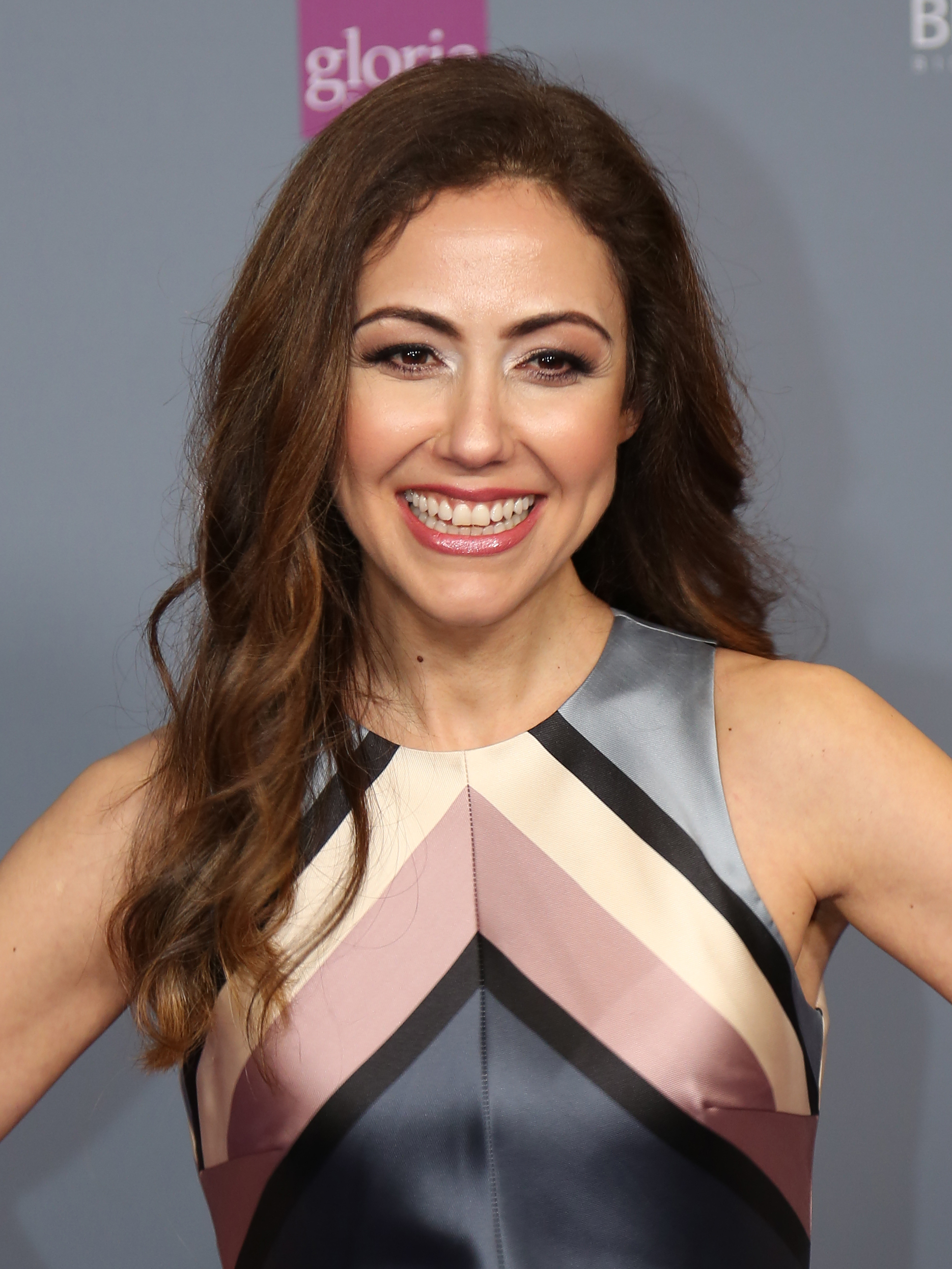
Anastasia Zampounidis (2017)

Anastasia Zampounidis (* 28. Dezember 1968 in Nordrhein-Westfalen) ist eine griechisch-deutsche Fernsehmoderatorin und Autorin.

## Leben und Karriere
Zampounidis wuchs in Deutschland auf. Nach dem Schulabschluss am Städtischen Gymnasium Kamen und einem Au-Pair-Aufenthalt in Los Angeles nahm sie ein Studium der Kommunikationswissenschaft auf, das sie ohne Abschluss beendete und stattdessen eine Karriere als Redakteurin und Moderatorin einschlug. Sie begann beim Berliner Radiosender Kiss FM und wechselte später zum Radiosender Energy Berlin. 1996 erhielt sie dort unter dem Titel Krazy Dazy eine eigene Radioshow.
1999 wechselte Zampounidis zum Fernsehsender MTV, bei dem sie zunächst die tägliche Livesendung Select MTV moderierte. 2002 moderierte sie zusammen mit Elmer Rossnegger den Kiddy Contest. Von 2003 bis Ende 2005 präsentierte sie die tägliche Sendung TRL.
Von 2001 bis 2003 moderierte Zampounidis die Außenwetten bei Wetten, dass..? im ZDF und löste damit ihren Vorgänger Olli Dittrich ab. 2004 war sie Jurymitglied bei Comeback – Die große Chance auf ProSieben.
Am 18. Juni 2005 moderierte Zampounidis Die Kultige Handy Show - O2 can do auf RTL II. Im Dezember 2005 führte sie als Mitglied des Moderationsteams durch die RTL-II-Chartshow The Dome, für die sie zuvor drei Jahre lang den Backstage-Report moderiert hatte. Noch bis The Dome 39 war sie für RTL II als Reporterin für dieses Format tätig, bis sie von VIVA-Moderatorin Gülcan Kamps und Janine Kunze abgelöst wurde.
Von Februar 2006 bis Anfang 2010 moderierte Zampounidis alle zwei Wochen im Wechsel mit dem ehemaligen MTV-Moderator Markus Schultze die englisch- und deutschsprachige Ausgabe von popXport – Das Deutsche Musikmagazin im deutschen Auslandsfernsehen DW-TV, welches unter anderem versucht, deutsche Musikproduktionen im Ausland bekannter zu machen. 2006 moderierte sie die Coca-Cola Soundwave Discovery Tour, die unter anderem in Hamburg, Hannover und beim Hurricane Festival in Scheeßel Station machte. Im Februar 2009 nahm sie zusammen mit Rosa von Praunheim, Ruth Moschner und Jochen Senf an der VOX-Sendung Promis unter Volldampf teil. Von 2010 bis 2012 moderierte sie beim deutschen Frauensender sixx die Sendung sixx – Das Magazin und seit dem 10. Januar 2013 gemeinsam mit Wolfgang Trepper auf ZDFneo die Dokutainment-Reihe Da wird mir übel, welche 2016 unter dem Namen Wiso Konsumagenten auf ZDF und ZDFinfo lief.
Zampounidis ist die Schwester des Radiomoderators George Zampounidis, der beim Sender 80s80s moderiert. Sie unterstützt die Tierrechtsorganisation PETA im Kampf gegen Tierversuche. Sie lebte nach eigener Aussage einige Zeit vegan, heute vegetarisch: „Ich bin Vegetarierin. Ich war auch lange Veganerin, aber ich esse wieder Eier und Feta (griechischer Schafskäse) von Tieren, die ich persönlich kenne. Das ist dann meine Vitamin-B12-Kur. Das fehlt Veganern oft und ich will einfach keine Tabletten nehmen.“ Seit 2006 verzichtet sie auf Zucker und veröffentlichte 2017 das Buch mit dem Titel Für immer zuckerfrei: Schlank, gesund und glücklich ohne das süße Gift. Zampounidis unterstützt ProVeg Deutschland und setzt sich für eine pflanzliche Ernährung ein.
Ende 2021 zog Zampounidis von Berlin ins griechische Thessaloniki und hält sich nur noch gelegentlich in Deutschland auf.

## Publikationen
- Für immer zuckerfrei: schlank, gesund und glücklich ohne das süße Gift. Bastei Lübbe Taschenbuch, Köln 2017, ISBN 978-3-431-03997-9.
- Für immer zuckerfrei – meine Glücksrezepte. Lübbe, Köln 2018, ISBN 978-3-431-04110-1.
- Happy eating: Emotionales Essen überwinden und wirklich satt und zufrieden werden. Lübbe, Köln 2020, ISBN 978-3-431-07012-5.
- Kalimera Mittelmeer: Rezepte aus meiner neuen alten Heimat. Lübbe Life, Köln 2023, ISBN 978-3-431-00015-3.